# Domenico Caracciolo
Domenico Caracciolo, markiz di Villamaina (ur. 2 października 1715 w Malpartida de la Serena, zm. 16 lipca 1789 w Neapolu) – włoski (neapolitański) polityk-reformator, człowiek oświecenia.
Był ministrem Królestwa Neapolu i kontynuatorem reform po upadku i niełasce (1776) poprzedniego ministra-reformatora Bernarda Tanucciego, który wojował z przywilejami kleru, m.in. nakładając w 1741 roku podatki na Kościół neapolitański. Caracciolo próbował kontynuować ten kurs znosząc m.in. inkwizycję na Sycylii (1782) nie miał jednak wytrwałości i pracowitości poprzednika, więc jego sukcesy były zwykle połowiczne, a reformy słabo ugruntowane.
W reformach wspierał go pierwszy minister Neapolu od 1781 Giuseppe Beccadelli (1726–1813).
Zanim rozpoczął karierę ministerialną Caracciolo był sędzią sądu Gran Corte della Vicaria, ambasadorem Królestwa Neapolu w Turynie, Londynie (z którego to okresu pochodzą jego Memorie – Wspomnienia, 1768) i Paryżu.
Od roku 1781 do stycznia 1786 wicekról Sycylii. Wdrażał tam oświeceniowe reformy i napisał Listy z Sycylii (Lettere da Sicilia). Na Sycylii zobaczył ciemną, a butną szlachtę, czyli według jego słów: incivili, rozzi e barbari („niecywilizowanych, gburów i barbarzyńców”). Wobec tej sycylijskiej szlachty zachowywał się prowokacyjnie, dając do zrozumienia, jak bardzo gardzi ich przywilejami i zwyczajami. Jego rządy na wyspie nie były zbyt szczęśliwe z powodów obiektywnych. W 1783 roku miasta Mesyna i Reggio di Calabria nawiedziło straszliwe „trzęsienie ziemi”, które wymagało nałożenia nowych podatków w celu znalezienia funduszy na walkę ze skutkami niszczącego żywiołu.
Od stycznia 1786 był sekretarzem stanu (odpowiednik MSZ) Królestwa Neapolu i superintendentem generalnym państwa (Segretario di Stato, Sovrintendente Generale), a więc pełnił funkcje, które stanowiły o „premierostwie” Giuseppe’a Beccadellego di Bologna, który w początkach 1786 zrezygnował z urzędów.
Miejsce Caracciola jako wicekróla Sycylii zajął z kolei Francesco D’Aquino di Caramanico.
Caracciolo był przyjacielem i korespondentem Diderota i d’Alemberta.